# アショック・クマー・シェレスタ
アショック・クマー・シェレスタ（Ashok kumar shrestha、1976年9月17日生) は、ネパールの空手家。 
役職 ネパール国政府機関 土地管理・協力・貧困緩和省傘下の調査部  指定：調査官
一般社団法人ワールド極真会空手連盟 副館長　六段

## 略歴
アショック・クマー・シェレスタはネパール国カブレ・バネパという地区で生まれた。
大学では土地管理、地理学および地球情報学で3つの科目を学び修士号を取得。 現在、ネパール政府の土地改革管理省の調査部門で調査官として任務。
1989年　ネパール極真会館空手協会で武道のトレーニングを開始。
1996年　黒帯を取得しインストラクターとして働く。
1997年　審判として働く。
2012年　日本が総本部とするワールド極真会空手連盟に加盟。館長岩下清伸の承認を受けネパール支部長に就任。ネパール極真会館空手協会（WKKO-NEPAL）の全国代表　兼　会長を務める。
2021年　ワールド極真会空手連盟　館長岩下清伸の命令を受け副館長に任命。

## 大会・セミナー
1996年　全ネパール全国重量別フルコンタクト空手トーナメント（50KG級）で金メダルを獲得。
1997年　ネパール、カーブレで開催された「カーブレ地区極真会館オープントーナメント」で金メダルを獲得。
1997年　ネパール、カーブレで開催された「TUBORG CUP All Nepal National Kyokushin KarateTournament」で銀メダルを獲得。
2012年　「第4回世界武徳会と第50回日本武徳会」、京都で銀賞を受賞。
2012年　スペイン国際武道大学による「国際柔術セミナー」への特別参加。
2019年　フルコンタクト空手トーナメント開催。
2019年　インドネパールオープンフルコンタクト空手トーナメント開催。
2019年　スイスの国際武道協会による第6回スイス名誉ホールでの金賞タイトル「Senior Master」。
2020年　第1回アジアカップ開催。
2020年　英国のWorld Book of Recordsから「STAR-2020」の称号を授与。日付：2020年7月3日
その他、各地域、全国選手権や国内イベントおよび国際セミナーに参加し、多くのメダルと賞を受賞。